# Ze wspomnień
Ze wspomnień (ang. A Personal Record) – autobiografia Josepha Conrada. Książka, wydana w 1912, zawiera wspomnienia autora, wcześniej opublikowane we fragmentach w czasopiśmie „The English Review”. W Polsce wydana w 1934, w tłumaczeniu Anieli Zagórskiej.

## Historia wydania
Bezpośrednią przyczyną napisania wspomnień był artykuł z sierpnia 1908 Roberta Lynda w czasopiśmie „Daily News”, w którym autor, przy okazji recenzji zbioru Sześć opowieści, zaatakował Conrada z powodu opuszczenia własnego kraju i pisania w języku nabytym. Lynd pisał: „Można by sądzić, że p. Conrad, bez kraju i języka, odkrył dla siebie nowy patriotyzm morza. Ale jego wizja ludzi jest wizją kosmopolity, człowieka bezdomnego. Gdyby tylko był pisał po polsku, jego opowieści byłyby niezawodnie tłumaczone na angielski i inne języki europejskie; dzieła zaś Josepha Conrada przełożone z polskiego byłyby, jestem pewien, cenniejszym nabytkiem na półkach niż dzieła Josepha Conrada w angielskim oryginale, jakkolwiek są one pożądane”. 
Mimo że pisarz pracował w tym okresie nad powieścią W oczach Zachodu, już miesiąc później postanowił przedstawić czytelnikom brytyjskim historię swego życia, by odrzucić piętno renegata. Podobnie jak w przypadku Zwierciadła morza współpracownikiem i stenografem Conrada przy tworzeniu utworu był Ford Madox Ford. Autor pisał o planowanym utworze do swego wydawcy, Jamesa B. Pinkera: „Będą to intymne, osobiste, autobiograficzne kawałki pod ogólnym tytułem (dla wyd. książkowego zapewne) Życie i sztuka”. Przy tworzeniu wspomnień posiłkował się często tekstem Pamiętników swego wuja, Tadeusza Bobrowskiego.
Pierwsze fragmenty utworu zostały opublikowane w początkowych numerach (grudzień 1908 – maj 1909) nowego czasopisma literackiego „The English Review”, które założył i redagował Ford Madox Ford. Niestety, później drogi Conrada i Forda się rozeszły, a pisarz zarzucił wspomnienia. Dokończył pisanie dopiero w 1911. Wydanie książkowe miało początkowo nosić tytuł Podwójne powołanie: zapiski intymne. Książka ukazała się w styczniu 1912 pod tytułem Some Reminiscences, później zmienionym na znany dziś A Personal Record, jako jedyny z utworów Conrada bez dedykacji. 